# Бэтмен с Зур-Эн-Арра
Бэтмен с Зур-Эн-Арра (англ. Batman of Zur-En-Arrh) — персонаж DC Comics. Настоящее имя — Тлано (англ. Tlano). Является пришельцем с планеты Зур-Эн-Арр, который стал Бэтменом на своей родине.

## История публикации
Первоначально появился в комиксе Batman #113. Также фигурировал в эпизоде «Супер-Бэтмен с планеты Икс!» из мультсериала «Бэтмен: Отважный и смелый».

## Критика
Журналист Кейси Донахьо из Screen Rant отмечал, что «лучший образ Тёмного рыцаря — это красочный костюм Бэтмена с Зур-Эн-Арра». 

## В популярной культуре
Является играбельным персонажем в видеоигре Lego Batman 3: Beyond Gotham;
Этот костюм также был добавлен как скин для видеоигры Batman: Arkham Knight.